# Jiangsu-Nanjing-Fernsehturm
Der Jiangsu-Nanjing-Fernsehturm ist ein 318,5 Meter hoher Fernsehturm aus Stahlbeton in der chinesischen Millionenstadt Nanjing. Der im Stadtbezirk Gulou befindliche Turm unweit des kleinen Jangtsekiang-Nebenflusses Xicun ist für die Öffentlichkeit zugänglich und hat auf 198 Meter eine Aussichtsplattform und ein Drehrestaurant. Der Turmschaft besteht aus drei miteinander in regelmäßigen Abständen horizontal verbundenen Betonsäulen. Oberhalb des großen Turmkorbs befindet sich auf 253 Meter ein zweiter, kleinerer Turmkorb, ähnlich dem Skypod des CN Tower.